# Ciclina D1
La ciclina D1 específica de G1/S es una proteína que es codificada en humanos por el gen CCND1.
Esta proteína pertenece a una familia de ciclinas muy conservadas, cuyos miembros se caracterizan por incrementar drásticamente y a intervalos su concentración a lo largo del ciclo celular. Las ciclinas funcionan como reguladores de las quinasas dependientes de ciclinas o Cdks. Diferentes ciclinas muestran patrones de expresión y de degradación que contribuyen a la coordinación temporal de cada evento de la mitosis. La ciclina D1 actúa como subunidad reguladora de un complejo formado con Cdk4 o Cdk6 y su actividad es necesaria para la transición G1/S del ciclo celular. Además, esta proteína también ha demostrado ser capaz de interaccionar con Rb, que es capaz de regular positivamente la expresión de la ciclina D1. Se han observado mutaciones, amplificaciones y sobre-expresiones de este gen que alteran la progresión del ciclo celular, en diversos tipos de tumores, con lo que podría contribuir en el proceso de tumorigénesis.

## Interacciones
La ciclina D1 ha demostrado ser capaz de interaccionar con:
- Receptor de hormona tiroidea beta[4]
- CCNDBP1[5]
- Proteína del retinoblastoma[6][7]
- Receptor androgénico[8][9]
- Cdk4[10][11][12][13][14][15]
- Cdk6[10][12]
- TAF1[16][6]
- NEUROD1[17]
- PCNA[18][19]
- NCOA1[20]
- Receptor de estrógeno alfa[21]
- HDAC3[8][4]